# Östra Ryds landskommun, Stockholms län
Östra Ryd kommun var en kommun i Stockholms län. 

## Administrativ historik
Östra Ryd blev egen kommun i Östra Ryds socken i Danderyds skeppslag, Uppland efter 1862 års kommunalförordningar. Kommunen gick upp i Österåkers landskommun vid kommunreformen 1952. År 1974–1982 tillhörde området Vaxholms kommun, men sedan 1983 är Östra Ryd på nytt en del av Österåkers kommun.

## Politik

### Mandatfördelning i valen 1938-1946
| 7 | 6 | 2 |

| 14 |

| 7 | 8 |

| 15 |

| 4 | 11 |

| 14 |